# بخش شرمن (شهرستان هرون، اوهایو)
بخش شرمن (به انگلیسی: Sherman Township) یک منطقهٔ مسکونی در ایالات متحده آمریکا است که در شهرستان هیورن، اوهایو واقع شده‌است.
 بخش شرمن ۶۷٫۳ کیلومتر مربع مساحت و ۵۱۰ نفر جمعیت دارد و ۲۴۴ متر بالاتر از سطح دریا واقع شده‌است.